# 1997年中国大陆
| 中国历史 / 中国历史年表 |
| 世紀： 19世纪中国 / 20世纪中国 / 21世纪中国 |
| 年代： 1960年代中国大陆 / 1970年代中国大陆 / 1980年代中国大陆 / 1990年代中国大陆 / 2000年代中国大陆 / 2010年代中国大陆 / 2020年代中国大陆                     |
| 年份： 1993年中国大陆 / 1994年中国大陆 / 1995年中国大陆 / 1996年中国大陆 / 1997年中国大陆 / 1998年中国大陆 / 1999年中国大陆 / 2000年中国大陆 / 2001年中国大陆 |
| 纪年： 丁丑年（牛年）、中华人民共和国成立48周年 |

## 黨和國家領導人

### 最高領導人
- 中國共產黨中央委員會總書記：江澤民

### 國家元首
- 中華人民共和國主席：江澤民

### 政府首腦
- 中華人民共和國國務院總理：李鵬

### 国会议长
- 全国人民代表大会常务委员会委员长：乔石
- 中国人民政治协商会议全国委员会主席：李瑞环

## 大事記
- 1月6日，中國成功構建全球首個水稻基因組物理全圖。
- 1月10日，疏浚整治古黄河城区段工程全面开工，计划挖运土方25万方。
- 1月20日，中山艦在長江江底沉沒達59年後，終獲打撈出水，得以重見天日。
- 1月21日9时47分，伽师6.4级地震，仅1分钟又发生6.3级地震，12人死亡，44人受伤，受灾人口约24万，死亡牲畜近2000头。房屋破坏面积361.3万平方米，其中毁坏42.1万平方米，直接经济损失达到3.82亿元。
- 1月29日，凌晨4时24分，长沙市燕山酒家内的“东海渔村”火灾，烧毁建筑物面积997平方米，死亡40人，重伤8人，轻伤41人，直接经济损失97.1万元。
- 2月5日，新疆分離勢力制造伊宁二·五事件
- 2月12日，朝鲜劳动党中央书记局书记黄长烨在北京转机回平壤时，进入大韩民国驻中国大使馆寻求庇护，朝鲜随即宣称韩国绑架了黄，并派出了数百名保卫部要员，企图穿过中国警察的警戒网，进入韩国驻华大使馆。两次努力都告失败。中国政府动用1000名武警及装甲车强化大使馆警备。
- 2月13日，6时10分许，广西宜州市一40座双层单通道卧铺大客车在广深高速公路17公里+800米处（即广州白云区罗岗路段）起火，40人死亡，33人逃出（其中1人重伤、5人轻伤）。
- 2月19日，前中共中央政治局常委、中共中央军委主席、第二代领导集体核心鄧小平逝世。[1]
- 2月23日，一司机私自驾驶娄底汽运总公司新化分公司47车队东风662型大客车运送民工，凌晨1时50分，至湖南省桃江县城关镇省道1837线桃花江大桥西端15.35米处，坠入桃花江，车上49人全部落水，42死7伤，直接经济损失130万元、车辆基本报废。
- 2月25日，北京召开邓小平追悼会，新疆分離勢力炸毁乌鲁木齐3辆公共汽车。
- 3月4日，河南省平顶山市鲁山县粱洼镇红土坡煤矿瓦斯爆炸，89人死亡，殃及三矿四井，直接经济损失260万元。
- 3月9日，日全食經過黑龍江漠河等地，海爾-博普彗星同時出現，成為罕見的日全食與亮彗星同時出現的記錄。[2]
- 3月14日，《中华人民共和国国防法》审议通过，这是中国第一部国防法。
- 3月14日，中國全國人民代表大會通過把重慶市，升級為中國第4個中央直轄市。
- 3月18日，南昆鐵路全面貫通[3]。
- 3月25日，福建省莆田县新光电子有限公司一幢4层职工宿舍楼坍塌，32人死亡。
- 3月26日，肉孜克依木等疆独人员在伊犁地区尼勒克县城镇派出所楼下商店安放定时炸弹，炸伤3人，其中重伤2人。
- 3月境外东突分子开枪袭击中国驻土耳其使馆，冲击中国驻伊斯坦布尔总领馆，焚烧中国总领馆悬挂的中华人民共和国国旗。
- 4月9日，新疆维吾尔自治区党委召开会议，就如何贯彻中央《通知》和中央政法委《批复》精神，在新疆重点地区开展集中整顿治安严厉打击暴力犯罪工作进行了部署和安排。
- 4月11日13时34分，伽师6.6级地震。此前4月6日至16日，曾发生三次6级以上地震和两次5级地震。共造成8人死亡，62人受伤，受灾人口超25万。房屋破坏665.96万平方米，其中毁坏169.4万平方米，直接经济损失4.68亿元。
- 4月29日，京广铁路荣家湾站发生列车相撞事故。
- 5月8日，中國南方航空3456號班機空難在深圳發生。
- 5月18日，首班京九直通車由北京西站開出。
- 5月26日，中央精神文明建设指导委员会在北京成立。
- 5月28日，辽宁省抚顺矿务局龙凤煤矿瓦斯爆炸，死亡69人。
- 5月29日，中国人权发展基金会第一届理事会在北京人民大会堂召开；江泽民在中央党校号召全党高举邓小平建设有中国特色社会主义理论的伟大旗帜。
- 6月3日，中国互联网络信息中心（CNNIC）成立。
- 6月18日，重庆正式设立为直辖市。
- 6月19日，9时30分，一辆挂靠贵州省仁怀市东威运务有限责任公司的个体大客车行至仁怀市坛厂镇关刀岩即白合线35公里+850米处，压垮路肩后翻下48米深谷，32人死亡、26人受伤、客车报废；银河-III巨型计算机研制成功。
- 6月24日，上海徐浦大桥建成通车
- 6月27日，北京东方化工厂爆炸，9人死亡，39人受伤，直接经济损失约2亿元，全部损失达10亿元。
- 6月28日，广州地铁一号线（黄沙-西朗段）建成投入试运营；国务院授权香港特区政府接收原港府资产。
- 6月29日，南京禄口机场正式通航。
- 7月1日，英國將香港主權移交给中華人民共和國，中华人民共和国香港特別行政區成立。
- 7月8日，22时05分，万县市汽车运输总公司二公司一客车行至云阳县环城路1公里+150米处坠于汤溪河中，15人死亡、18人失踪。
- 7月8日，北京第一条空调巴士线路808路开通。
- 7月12日，浙江省常山县城南开发区一幢居民住宅楼坍塌，36人死亡。
- 8月1日，《中华人民共和国合伙企业法》正式施行。晚10时45分，由北京良乡发往成都彭县的1913次52节油罐列车行至南阳火车站北３公里处起火爆炸。
- 8月13日，依明阿西木等疆独人员在阿克苏市阿依库勒镇黑山地区将5名汉族采石民工杀害。
- 8月29日，13时，广西都安瑶族自治县百旺乡一亚星牌41座大客车在红宜线20公里+947米处翻下35米的悬崖坠入红水河中，36人死亡、24人受伤、车辆报废。
- 9月1日，中国与圣卢西亚建交。
- 9月12日至18日，中国共产党第十五次全国代表大会在北京召开。
- 9月19日，中国首次派车手参加世界汽车拉力锦标赛。
- 10月9日至10月10日，第一届中国邮文化节在江苏高邮市举办
- 10月12日至24日，上海舉行第八屆全國運動會。当天11时45分一石林牌旅行车在东川市汤丹镇境内的阿(子营)东(川)线154公里+250米处，翻下360米深的山崖，死亡42人，重伤4人，轻伤1人，车辆解体。
- 10月25日，温州市瓯海区将军工业小区环球皮业公司鞋业分公司火灾，死亡15人。
- 10月底至11月初，中共中央总书记、中国国家主席江泽民访问美国。
- 11月3日，中央电视台“心连心”艺术团赴港演出。
- 11月8日，长江三峡大江截流成功。
- 11月13日，安徽省淮南矿务局潘三矿瓦斯爆炸，死亡89人。
- 11月20日，浙江省温岭市横峰镇劲伟鞋厂火灾，17人死亡。
- 11月27日，安徽省淮南矿务局谢二矿瓦斯爆炸，死亡45人，重伤7人。
- 12月10日，河南省平顶山市北郊区西铭乡煤矿瓦斯爆炸，死亡79人。
- 12月27日，由中、挪合資的陸豐22-1油田投產。
- 12月30日，中華人民共和國和南非共和國建交。

## 逝世人物
- 2月2日，秦基伟。
- 2月19日，鄧小平。
- 4月26日，彭真。
- 5月25日，罗尔纲，历史学家。